# 李云生
李云生（1933年10月—），河北省玉田县人，中国人民解放军少将。
曾任广州军区司令部通信部部长，海南军区副政委，总参谋部通信部部长。1988年被授予少将军衔。